# جاذبه‌های گردشگری استان لرستان
فهرست جاذبه‌های گردشگری استان لرستان:

## نقاط تاریخی و فرهنگی
لرستان جایگاه آثار باستانی و تاریخی فراوانی است که می‌توان آن‌ها را به سه دوره پیش از تاریخ، دوره ایران باستان و دوره اسلامی تقسیم کرد. یافته‌های پیش از تاریخ لرستان، بیشتر شامل نقاشی‌ها، کنده‌کاری‌های غارها، سفالینه هاو اشیای مفرغی هستند. به دلیل کوهستانی بودن منطقه، نخستین ساکنان در مناطق مرکزی و غربی لرستان سکونت یافتند. در این استان، بیش از ۲۵۰ غار و پناهگاه صخره‌ای وجود دارد که نیمی از آنان در فهرست آثار ملی کشور به ثبت رسیده‌اند.

### جدول آثار باستانی و تاریخی
برخی آثار باستانی و تاریخی لرستان به ترتیب شهرستان عبارت‌اند از:
| - شهرستان دورود - بیشه پرتو - آبشارعزیزآباد - آبشارحشوید - آبشاراِزنادر - تفرجگاه باباهور - تالاب ازگن - قارون - تپه شهدا - پارک آزادگان - پارک دانشجو - شهرستان رومشکان - تپه برآفتاب - تپه کفتارلان ۱ - غار کلماکره - غار درون شیر - غار ویزنهار - غار پیرززن - غار کلک رو - قلعه شَکَر - قلعه زاغه - تپه چغابل - قلعه کهزاد - مقبره آلی گیژان - پناهگاه صخره ای کلک رو ۱ - پناهگاه صخره ای کلک رو ۲ - شهرستان الیگودرز - غار باستانی پشتکوه - قلعه مندیش - غار تمندر - غار بزنوید - قبور شاهرود - غار شاهرود - قلعه باجول - قلعه دختر - گورستان تاریخی بزنوید - شهرستان بروجرد - مسجد جامع - مسجد سلطانی - پل قلعه حاتم - امامزاده جعفر - #مجموعه تاریخ طباطبایی‌ها.خانه افتخارالسلام.خانه مغیث السلام،خانه کمال الدین نبوی - خانه‌های تاریخی حاتمی،بیرجندی و... - #بیت آیت الله بروجردی - #مدرسه امام خمینی(پهلوی) - بازار سنتی - سرای حافظی،گلشن،نیکنژاد،یوسفی،قیصریه - #قلعه پرویز خان - مساجد رنگینه،شهریاری،دوخوهران،قلعه و... - سراب کرتیلان،تنگه کپرگه،ونایی،گلدشت،تپه چغا | - شهرستان پلدختر - پل دختر پل گاومیشان - - پل کلهر - غار کوگان - شهرستان خرم‌آباد - پل شاپوری - پل کشکان - سراب کیو - سنگ نبشته - حمام صفوی گپ | - - فلک الافلاک - آسیاب گبری - گرداب سنگی - مناره آجری - غار منقوش دوشه - مقبره حیات الغیب - غار کوگان رصد خانه کاسین لرستان شهرستان دلفان - - راه باستانی گاوشمار - بقعه حسن گایار - مفبره بابا بزرگ - شاویسقلی | - شهرستان سلسله - قلعه مظفری - پل کاکا رضا - شهرستان کوهدشت - نقوش صخره‌ای هومیان - غارمنقوش میر ملاس |

## چندی از نقاط گردشگری
نقاط دیدنی شهرستان ازنا

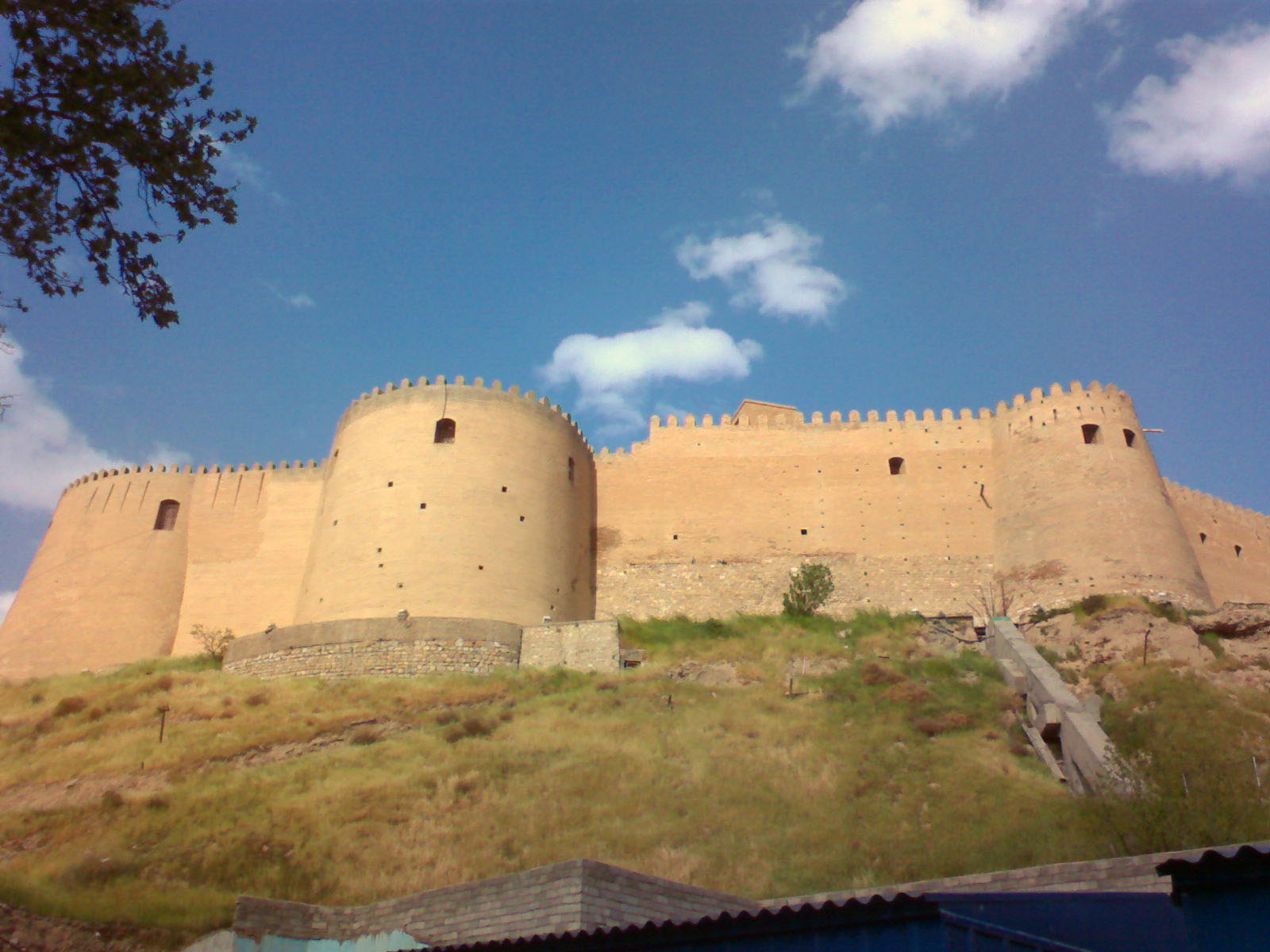
فلک الافلاک

روستای گردشگری دره تخت: در ۱۳ کیلومتری جنوب ازنا روستایی به نام دره تخت وجود دارد که هر ساله میزبان گردشگران بسیاری است. لاله‌های واژگون، رودهای خروشان سرچشمه گرفته از اشترانکوه (آلپ ایران)، آبشارهای فصلی دائم، تونل برفی از جاذبه‌های دیدنی این دهکده گردشگری می‌باشند.

### نقاط دیدنی شهرستان خرم‌آباد
- فلک الافلاک: بر بلندای تپه‌ای باستانی و طبیعی، در مرکز شهر خرم‌آباد واقع شده‌است.
- سنگ نوشته: در مرکز شهر خرم‌آباد و ضلع شرقی خیابان شریعتی واقع شده‌است.
- گرداب سنگی: در غرب شهر خرم‌آباد در کنار میدان بنای مدور متشکل از یک دیواره عظیم سنگی که به صورت مدور دور تا دو چشمه‌ای فصلی احداث شده‌است.
- مناره آجری: از یادمان‌های ارزشمند دوران دیلمیان (آل بویه)، بنائی است استوانه‌ای شکل که در قسمت جنوبی شهر خرم‌آباد واقع شده‌است. قدمت این بنا در حدود ۹۰۰ سال است.
- پل شاپوری: پلی است به یادگار مانده از دوران ساسانیان که در قسمت جنوبی شهر خرم‌آباد واقع شده‌است.
- حمام تاریخی گپ: در بافت قدیمی و مرکزی اطراف قلعه واقع شده‌است. حمام گپ مربوط به دورهٔ صفوی بوده که از نقاط گردشگری جذاب و دیدنی محسوب گردیده در حال حاضر کاربری این حمام ضمن حفظ و مرمت به شکلی اصیل و دیدنی، کاربری‌های متنوعی از جمله گالری فروش صنایع دستی، رستوران تشریفاتی، رستوران روباز، کافی شاپ را شامل می‌شود.
  - مقبره باباطاهر: در مرکز شهر خرم‌آباد و در ضلع غربی قلعه فلک الافلاک و در کنار خانه قدیمی آخوند ابو مقبره باباطاهر قرار دارد.
- مقبره شجاع الدین خورشید: این مقبره در شهرستان خرم‌آباد واقع شده‌است.
- پل آجری: پلی است باستانی در مرکز شهر خرم‌آباد وبرروی رودخانه گلال واقع شده‌است.
- کاروانسرای گوشه شهنشاه: از آثار باستانی شهرستان خرم‌آباد است.
- آسیاب گبری: این بنا در قسمت جنوب شهر خرم‌آباد و در محله حسین‌آباد واقع شده‌است.ییث
- رصد خانه کاسین لرستان : در مکانی رؤیایی بر بلندای قطب گردشگری غرب کشور در ارتفاع ۱۸۶۰ متری از سطح دریا همچون نگینی بر بلندای استان لرستان واقع شده‌است. این رصد خانه در مجموعه علمی، تحقیقاتی و گردشگری بام لرستان واقع شده‌است و با مشرف بودن بر شهرستان خرم‌آباد مکانی رؤیایی را برای محققان و عموم مردم فراهم آورده است تا لذت هم‌زمان زمین و آسمان را در ارتفاعات کوهستانی زاگرس تجربه کنند. هتل، کافی شاپ، رستوران گردان، آسمان نما، آمفی تئاتر، نمایشگاه عکس، رصد با تلسکوپ و گنبد الکترومکانیک از بخش‌های این مجتمع به عنوان مدرن‌ترین رصد خانه در خاورمیانه می‌باشد.

### نقاط دیدنی شهرستان الیگودرز
- دریاچه گهر
- آبشار آب سفید: آبشاری با ارتفاع ۷۰ متر از سطح زمین در شهرستان الیگودرز که زیبایی قابل توجهی دارد.
- آبشار چکان: آبشار چکان دهقادی در روستایی با همین نام با ارتفاع ۳۰
- قلعه باجول: قلعه‌ای تاریخی مربوط به زمان زندیه در روستای آب باریک علیا.
- آبشار وارگ: آبشاری زیبا در روستای وارگ در جنوب بخش زلقی.
- کوه تمندر: رشته کوهی زیبا که شکارگاهی طبیعی نیز دارد و در دهستان فرسش از شهرستان الیگودرز
- قالی کوه
- منطقه کیگوران
- امامزاده محمد ابن حسن

### نقاط دیدنی شهرستان دورود
- آبشار دره اسپر:این آبشار واقه در روستای چمنار است.

1. کوه پریز:این کو که در *مه فصول دارای برف است.

- آبشار عزیزآباد:واقع درشهرستان دورود و در فاصله ۱۰کیلومتری و در تنگ روستای عزیز آباد واقع شده‌است.
- آبشار حشوید:واقع درروستای حشوید ومنطقه‌ای بکر است.
- چشمه ساعت:درراه راه سعودبه پریز کوه است.
- غارمردگان
- دره نی گاه:منطقه‌ای بکر وسرسبز
- سراب چمنار:واقع درروستای چمنار است.
- تالاب ازگن
- قله قارون:۵کیلومتری شهرستان دورود و در ایستگاه راه آهن قارون است.
- تفرجگاه باباهور:!یا بام دورود منطقه خوش اب و هوا که در دامنه کوه باباهور است وشهر درود درشب به زیبایی به چشم می‌خورد
- پارک جنگلی:منطقه‌ای بکر سرسبز و پوشیده از درختان سر به فلک کشیده که برسر راه دریاچه گهر و اشترانکوه و تپه شهدا قرار دارد
- بیشه پرتو:روستای لنج آباد
- بارگاه شاه پیروالی،امیرجهان،هندوکش
- پیر عبدلله:فاصله ان تاشهر دورود۱۰کیلومتر است.
- آبشار ازنادر:واقع در روستای چمنار
- پارک آزادگان:پارکی برای سرگرمی واوقات فراقت کودکان ودارای شهر بازی
- پارک دانشجو:مجموعه‌ای آرام قشنگ برای استراحت افراد مسن و دانشجویان و مسافران
- تپه شهدا:بعداز پارک جنگلی تپه شهدا واقع است که شهر دورود به زیبایی درشب روز می‌درخشد

### نقاط دیدنی شهرستان بروجرد

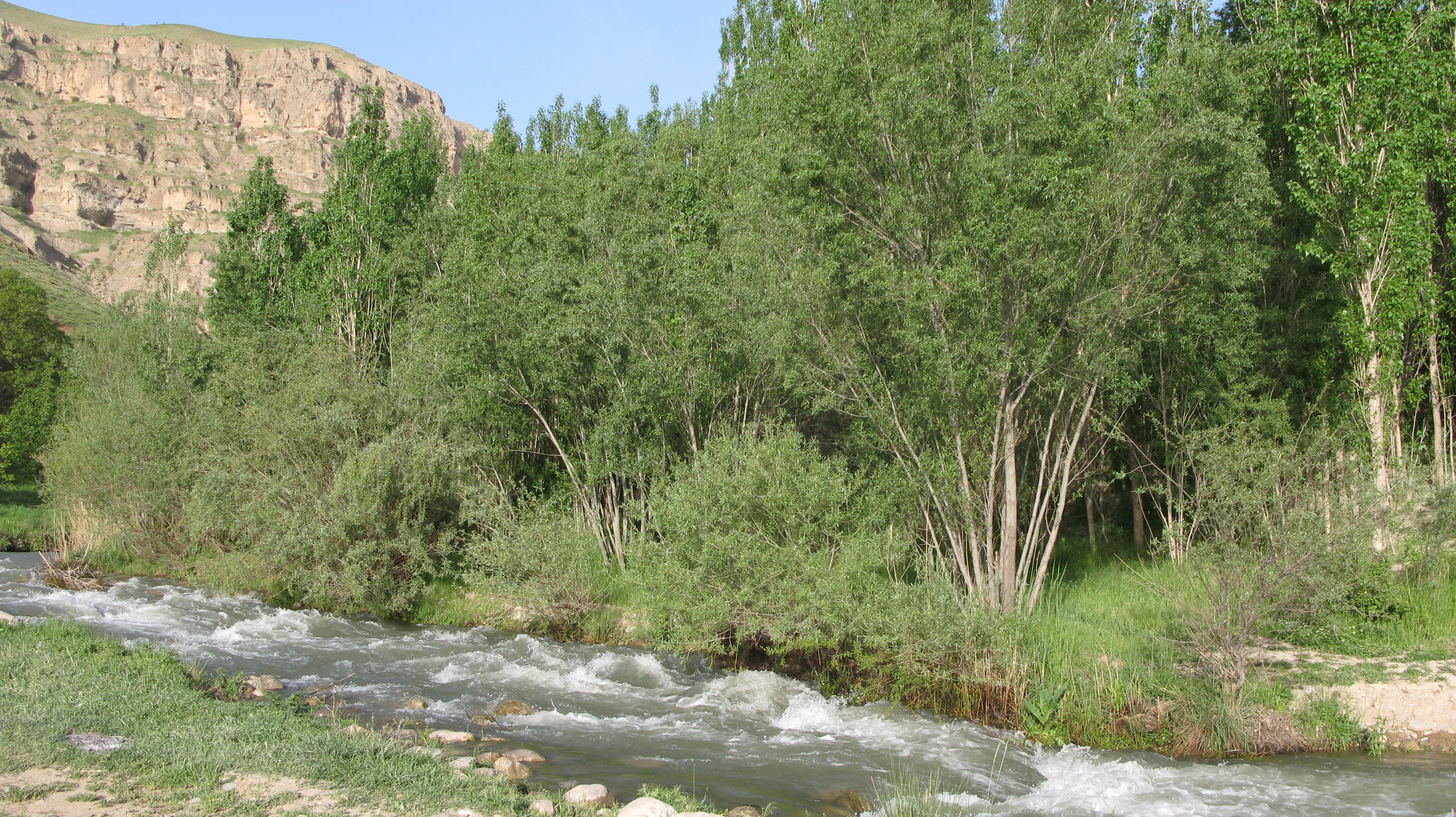
تنگه گپرگه

- مسجد جامع بروجرد: این بنا در خیابان جعفری شهر بروجرد واقع شده‌است.
- مسجد سلطانی بروجرد: ازجمله آثار ارزنده معماری دوره اسلامی در لرستان مسجد امام بروجرد (سلطانی سابق) است.
- امامزاده جعفر بروجرد: این بنای مذهبی وتاریخی در قسمت شرقی شهر بروجرد واقع شده‌است.
- روستای ونایی
- گردشگاه تپه چغا
- گردشگاه گل دشت
- امامزاده دوخواهران
- تنگه گپرگه: واقع در شمال غربی شهر بروجرد.
- پارک سماور

### نقاط دیدنی شهرستان پلدختر
- غار کلماکره کلماکره غاری است طبیعی و باستانی در شهرستان پل‌دختر

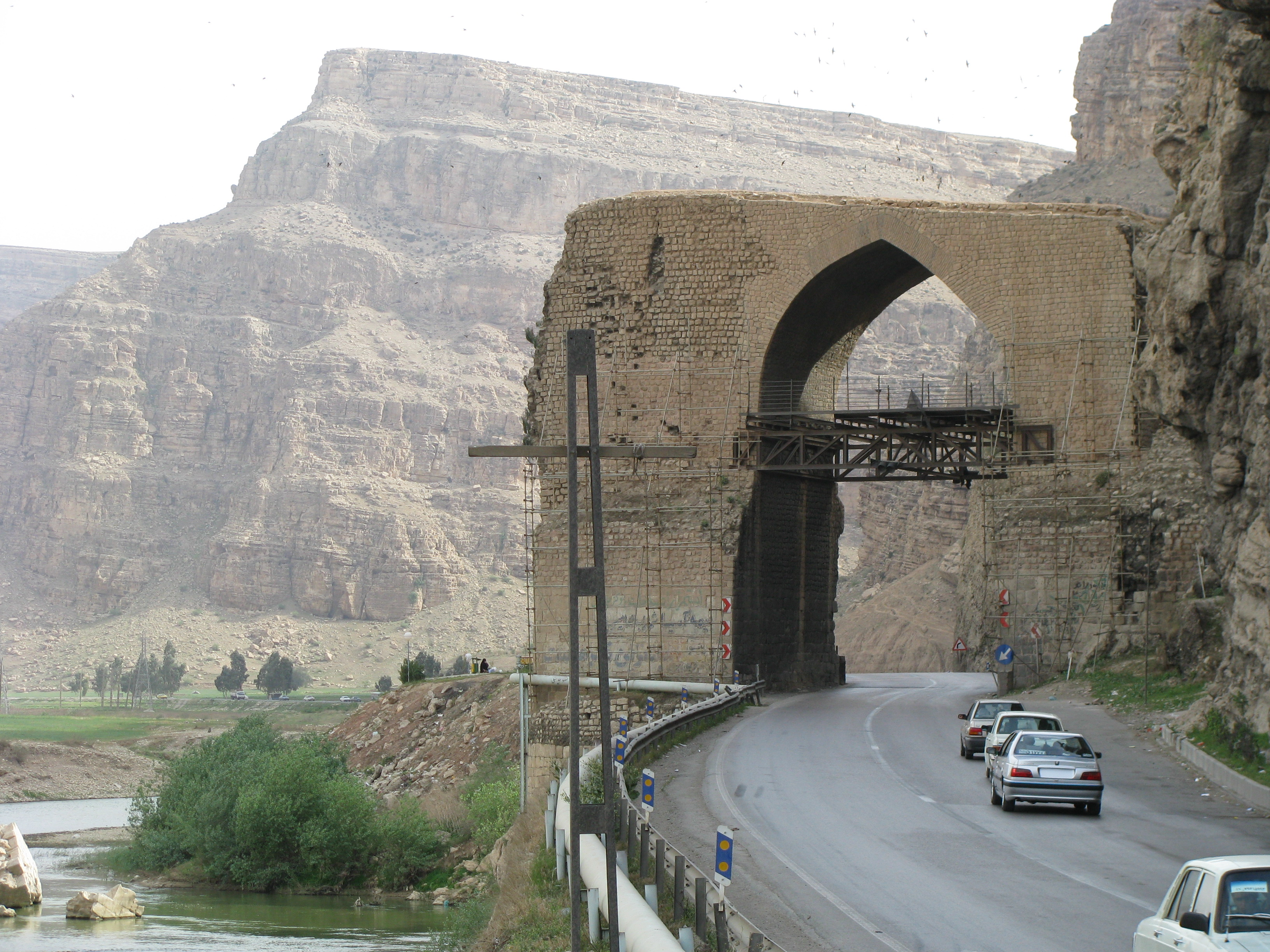
پل‌دختر

- مقبره حیات الغیب: این مقبره در کنار رودخانه کشکان و جاده خرم‌آباد به اندیمشک و در بخش معمولان شهرستان پل‌دختر واقع شده‌است.
- پل گاو میشان: این پل در فاصله ۳۰ کلیومتری شهرستان پل‌دختر و برفراز رودخانه سیمره در حد فاصل استان‌های ایلام و لرستان احداث شده‌است.
- غار کوگان: این غار شگفت‌انگیز و زیبادر شهرستان پلدختر واقع شده‌است.
- پل کلهر: این پل در بخش معمولان از توابع شهرستان پل‌دختر واقع شده‌است.
- پل دختر: بنایی که از آثار ارزنده معماری پیش از اسلام در لرستان محسوب می‌گردد و در ورودی شهر پلدختر واقع شده‌است.
- کاروان سرای چشمک: این بنا در منطقه چمشک از توابع شهرستان پل‌دختر و در مسیر راه باستانی شاپورخواست به خوزستان قرار گرفته‌است.

### نقاط دیدنی شهرستان رومشکان
- چقابل نام تپه‌ای باستانی در دل شهر چقابل است که نام شهر نیز برگرفته از همین تپه است.
- سد سیمره

سد سیمره در مسیر رودخانه سیمره و مابین شهرستان رومشکان استان لرستان و شهرستان بدره ایلام قرار دارد. این سد از نوع بتنی دو قوسی است و توانایی تولید انرژی به میزان سالانه ۶۷۳ گیگاوات ساعت را دارد. مختصات جغرافیایی آن۴۷٫۱۲ طول شرقی و ۳۳٫۱۷ عرض شمالی می‌باشد. ساختگاه نیروگاه تولید برق سیمره کاملاً جزء حوزه استحفاظی شهرستان رومشکان استان لرستان می‌باشد، و نزدیک روستای رماوند قرار دارد.
- تپه کفتارلان ۱

تپه کفتار لان رومیانی مربوط به دوران پیش از تاریخ ایران باستان است و در شهرستان رومشکان _ رومیانی _ قبرستان قدیمی دم کمتاره رومیانی واقع شده و این اثر در تاریخ ۲۵ اسفند ۱۳۷۹ با شمارهٔ ثبت ۳۰۵۳ به‌عنوان یکی از آثار ملی ایران به ثبت رسیده‌است.
- تپه برآفتاب

تپه برآفتاب رومیانی مربوط به سده‌های میانی دوران‌های تاریخی پس از اسلام است و در شهرستان رومشکان، رومیانی واقع شده و این اثر در تاریخ ۲۳ بهمن ۱۳۸۵ با شمارهٔ ثبت ۱۷۱۷۹ به‌عنوان یکی از آثار ملی ایران به ثبت رسیده‌است.
- غار پیرزن

غار پیرزن یا غار مر دایا یکی از جاذبه‌های گردشگری بسیار خوب هستش که در رومشکان-رومیانی ودر دل کوه برآفتاب واقع شده‌است.
- قلعه کوهزاد در شهرستان رومشکان واقع شده‌است.
- قلعه زاغه در شهرستان رومشکان واقع شده و تماماً از سنگ ساخته شده‌است.
- امامزاده سید سهل الدین در شهرستان رومشکان و در مسیر جاده رومشکان به پلدختر قرار دارد.
- امامزاده باباحبیب در منطقه‌ای جنگلی به همین نام در شهرستان رومشکان قرار دارد که یکی از تفرجگاه‌های مردم این شهرستان می‌باشد.

### نقاط دیدنی شهرستان کوهدشت
- پل سی پله: این بنا در منطقه سر طرهان شهرستان کوهدشت بر روی رودخانه سیمره در حد فاصل لرستان و ایلام واقع شده‌است.
- نقوش صخره‌ای هومیان: این نقوش در شمال شهرستان کوهدشت واقع شده‌اند.
- سرخ دم لکی: این محوطه باستانی درقسمت شمالی دشت کوهدشت به فاصله ۶ کیلومتر از مرکز شهر و در دامنه کوه چنگری واقع شده‌است.
- سرخ دم لری: در شرق شهر کوهدشت محوطه‌ای باستانی است که به واسطه قرمز بودن خاک دامنه کوه به سرخ دم معروف است.
- انارستان تنگ سیاب: در غرب شهرستان کوهدشت قرار دارد.
- منطقه گردشگری شیرز: در شمال شهرستان کوهدشت قرار دارد.

### نقاط دیدنی شهرستان دلفان
- امامزاده ابراهیم: از امام زادگان لرستان است مقبره وی در دره‌ای بین کوه مهراب و دامنه‌های سرکشتی قرار دارد.
- سراب دولیسکان واقع در همین روستا در دامنه گرین
- چشمه شفا: چشمه شفا واقع در منطقه سرکشتی در بخش ایتیوند جنوبی.

## جاذبه‌های طبیعی
استان لرستان دارای آب و هوای متنوعی است، این تنوع از شمال به جنوب و از شرق به غرب کاملاً محسوس است. زمستان هنگامی که در شمال لرستان برف و کولاک ادامه دارد قسمت‌های جنوبی آن دارای هوایی مطبوع و بارانی است. بخش‌های غربی مانند سفیدکوه نسبت به قسمت‌های شرقی، یعنی دورود و الیگودرز، بارش بیشتری دارد. تنوع آب وهوایی در شهرهای استان مشاهده می‌شود به‌طوری‌که خرم‌آباد از آب و هوایی معتدل در زمستان و تابستان برخوردار است و بروجرد در زمستان سرد و در فصل تابستان آب و هوایی معتدل. الیگودرز از آب و هوای بسیار سرد در زمستان و معتدل در تابستان برخوردار است.

### تفرجگاه‌های طبیعی
- سراب کهمان و تفرجگاه تخت شاه
- تفرجگاه سراب هنام
- تفرجگاه تنگه شیرز
- تفرجگاه مخمل کوه (تنگه شبیخون)
- تفرجگاه بابا عباس
- تفرجگاه بابا حبیب رومشکان
- تفرجگاه شنه بان رومشکان
- تفرجگاه ویزنهار رومشکان
- دره حوض موسی
- تفرجگاه نوژیان
- تفرجگاه شهنشاه (گوشه) و بقعه شجاع الدین خورشید
- تفرجگاه تنگه چمشک
- تفرجگاه شوراب

تفرجگاه رصد خانه کاسین لرستان (بام خرم‌آباد)
- رودخانه سیاب و انارستان سیاب کوهدشت

### رودخانه‌ها
| رودهای استان لرستان |                                 |                      |                                        |
| نام                 | سرچشمه                          | پایان                | توضیح                                  |
| سیمره               | سراب گاماسیاب در کوه گرین       | کرخه، هورالعظیم عراق | رود سیمره در خوزستان کرخه نامیده می‌شود |
| کشکان               | رود خانهٔ کاکارضا و گلال خرم‌آباد | سیمره                |                                        |
| سزار                | اشترانکوه و کوه گرین            | دز                   |                                        |
| کهمان               | کوه گرین                        | کشکان                |                                        |
| زال                 | کوه‌های جنوب غربی پلدختر         | سیمره                |                                        |
| رودبار              | قالی کوه                        | دز                   |                                        |
| رود بختیاری         | قالیکوه                         | دز                   |                                        |
| تیره                | ؟                               | دز                   |                                        |
| ماربره              | اشترانکوه                       | دز                   |                                        |

### آبشارهای استان

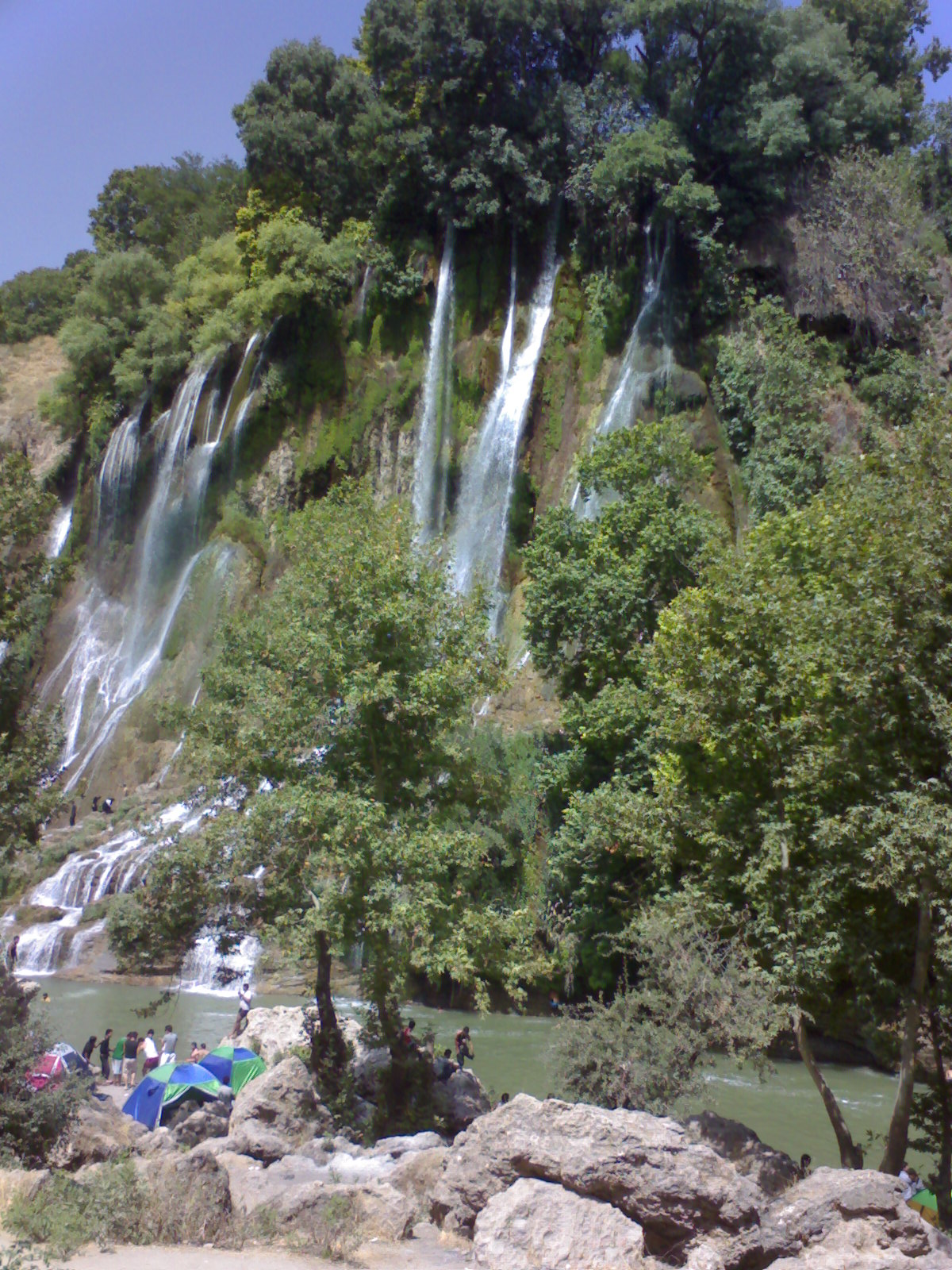
آبشار بیشه

- آبشار بیشه
- آبشار کاکارضا
- آبشار آب سفید
- آبشار نوژیان
- آبشار چکان
- آبشار وارک
- آبشار سرکانه
- آبشار افرینه
- آبشار برنجه
- آبشار وارگ
- آبشار خورشید
- آبشار آوتاف الشتر
- آبشار غسلگه دلفان
- آبشار لول رومشکان
- آبشار ریزه رومشکان

### دریاچه‌های لرستان

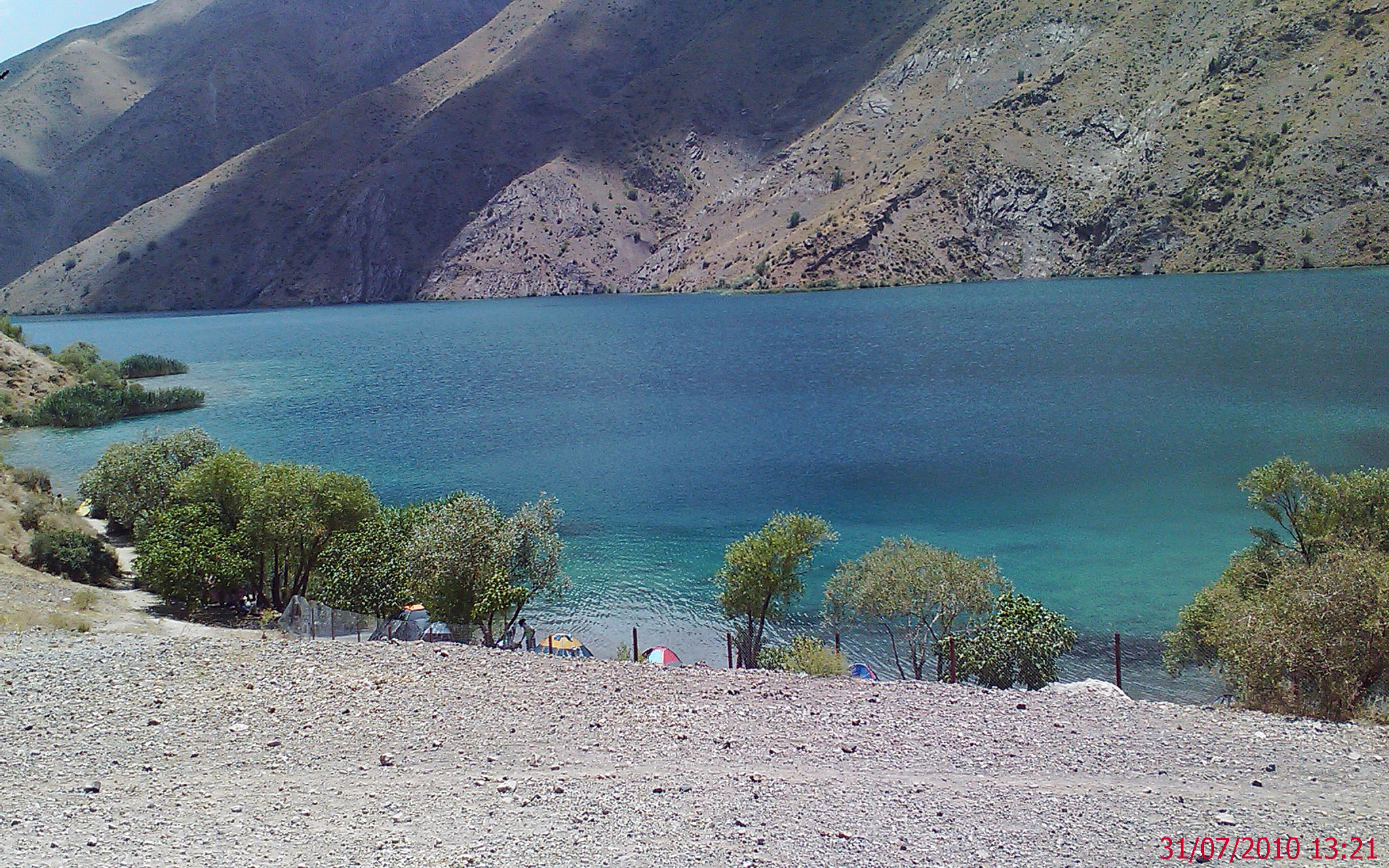
دریاچه گهر

دریاچه گهر در میان رشته کوه اشترانکوه در استان لرستان واقع است. این دریاچه در منطقه حفاظت شده اشترانکوه و در دورود قرار دارد. این دریاچه که به «نگین اشترانکوه» معروف است یکی از زیباترین دریاچه‌های طبیعی ایران به‌شمار می‌رود و با ارتفاع ۲۳۶۰ متر از سطح دریا در میان منطقه حفاظت شده اشترانکوه واقع شده‌است.
دریاچه کیو در شمال غرب شهر خرم‌آباد قرار گرفته‌است. مساحت دریاچه هفت هکتار و عمق آن بین سه تا هفت متر است. این دریاچه از ارزش‌های توریستی درون‌شهری برخوردار بوده و همچنین زیستگاهی مناسب برای جانوران آبزی و پرندگان بومی و مهاجر است. کیو در گویش لری مردمان خرم‌آباد به معنی کبود رنگ و آبی است و دلیل استفاده آن آب زلال و عمیق این دریاچه‌است که به رنگ آبی و نیلی دیده می‌شود.
دریاچه تمی یکی از جاذبه‌های گردشگری الیگودرز است. دریاچه تمی یکی از زیباترین دریاچه‌های کوهستان لرستان به‌شمار می‌رود که در جنوب استان لرستان و شهرستان الیگودرز در منطقه‌ای کوهستانی قرار دارد. تمی در گویش محلی به مکانی صاف و هموار که در جایی بلند قرار گرفته گفته می‌شود.

### دریاچه‌ها و آبگیرها
| - شهرستان پلدختر - مجموعه تالاب‌های پلدختر - تالاب‌گری بلمک - شهرستان خرم‌آباد - دریاچه کیو - دریاچه گهر کوه کلا - شهرستان دورود - دریاچه گهر - دریاچه گهر - تالاب گهر کوچک - دریاچه شط تمی - شهرستان رومشکان - دریاچه سیمره - دریاچه توه خشکه |

### چشمه‌ها وسراب‌ها
ازجمله موارد طبیعی و اکوتوریستی در لرستان وجود چشمه هاوسراب‌های متعدد در سطح این استان است. این سراب‌ها وچشمه‌ها شرایط مناسبی را جهت جذب جمعیت توریستی داخل استان و خارج از استان را فراهم می‌نماید. سراب هنام، سراب کهمان در الشتر، سراب چگنی، کیو و چشمه‌های گلستان، گرداب دارایی در خرم‌آباد، سراب جانیزه، سراب زرشکه، سراب سفید، سراب زارم، سراب کرتول، و چشمه‌های ونایی، دره خونی، هفت چشمه و اسل در بروجرد و اشترینان، سراب غارتمندر و گردکانک، ماهی چال، فرسیان، گایکان، سر دره، رود آب در الیگودرز، سراب چشمه و رودک در دو رود، و چشمه فلفلی در ازنا، اطراف برخی از این چشمه‌ها و سراب‌ها از پوشش گیاهی نادری برخوردار بوده و در طول فصول مساعد شرایط مناسبی را جهت جذب گردشگران فراهم می‌نماید.

### جدول چشمه‌ها و سراب‌ها
| - شهرستان الیگودرز - سراب غار تمندر | - شهرستان بروجرد - سراب جانیزه - سراب زِرشکه - سراب سفید - سراب زارِم - سراب کرتول - چشمه وِنایی - چشمه دره خونی - چشمه هفت تپه - چشمه اِسِل | - شهرستان خرم‌آباد - سراب کیو - چشمه‌های آب ارم - گرداب دارایی - آب اراز - سراب شَوا - سراب یاس - سراب چنگائی - سراب تلخ - گرداب سنگی | - شهرستان دلفان - سراب غسلگه - سراب پیردوسی - سراب دولیسکان - سراب وناو - سراب سنگر - سراب قمش - سراب تاج امیر - سراب مورینه | - شهرستان دورود - چشمه راکن - سرچشمه | - شهرستان سلسله - سراب کهمان - سراب هنام - سراب زز - چشمه کیان - شهرستان کوهدشت - آب‌گرم گرخوشاب |